# Ermida de Nossa Senhora dos Remédios (Almagreira)

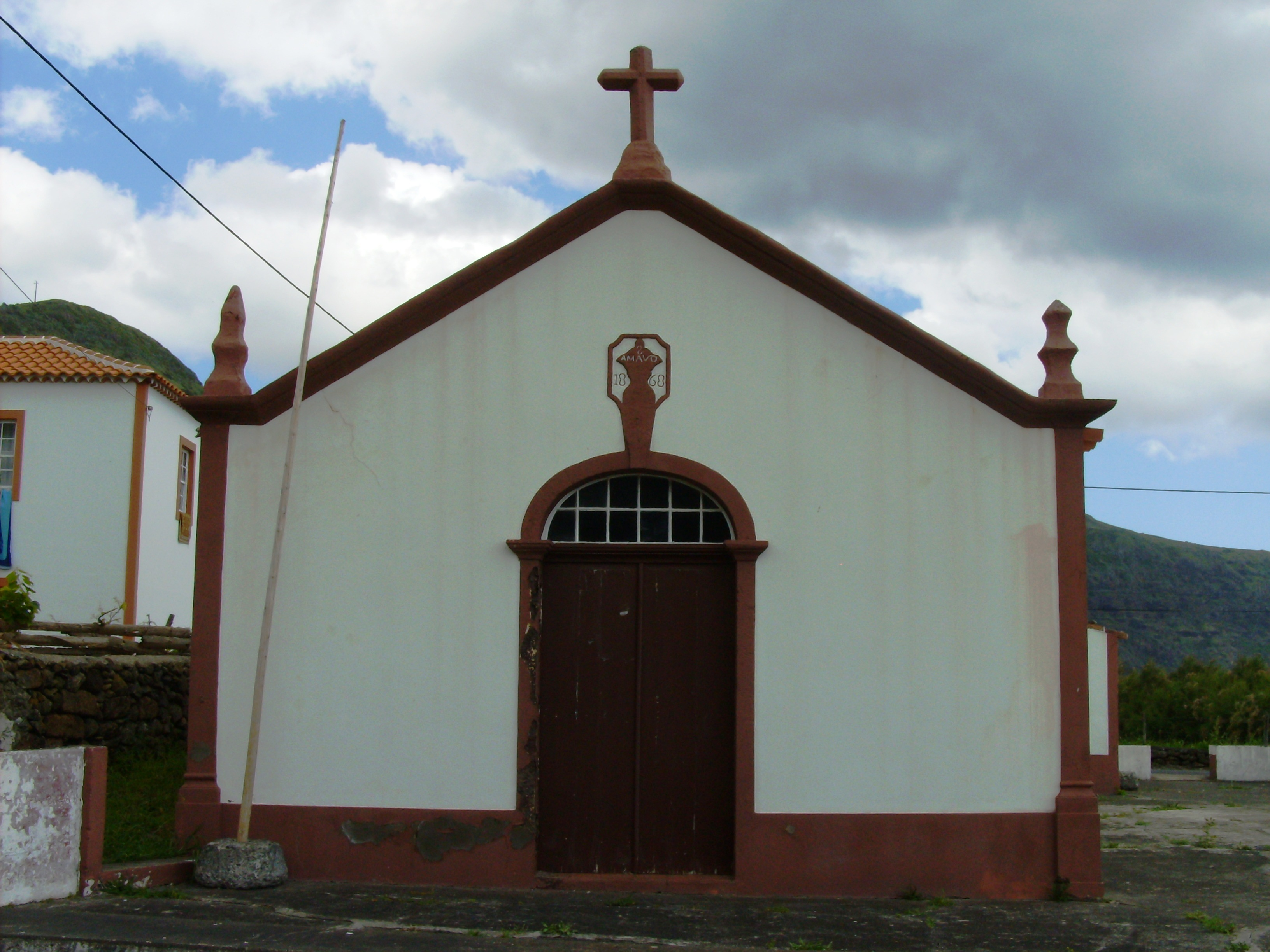
Ermida de N. Sra. dos Remédios: fachada.

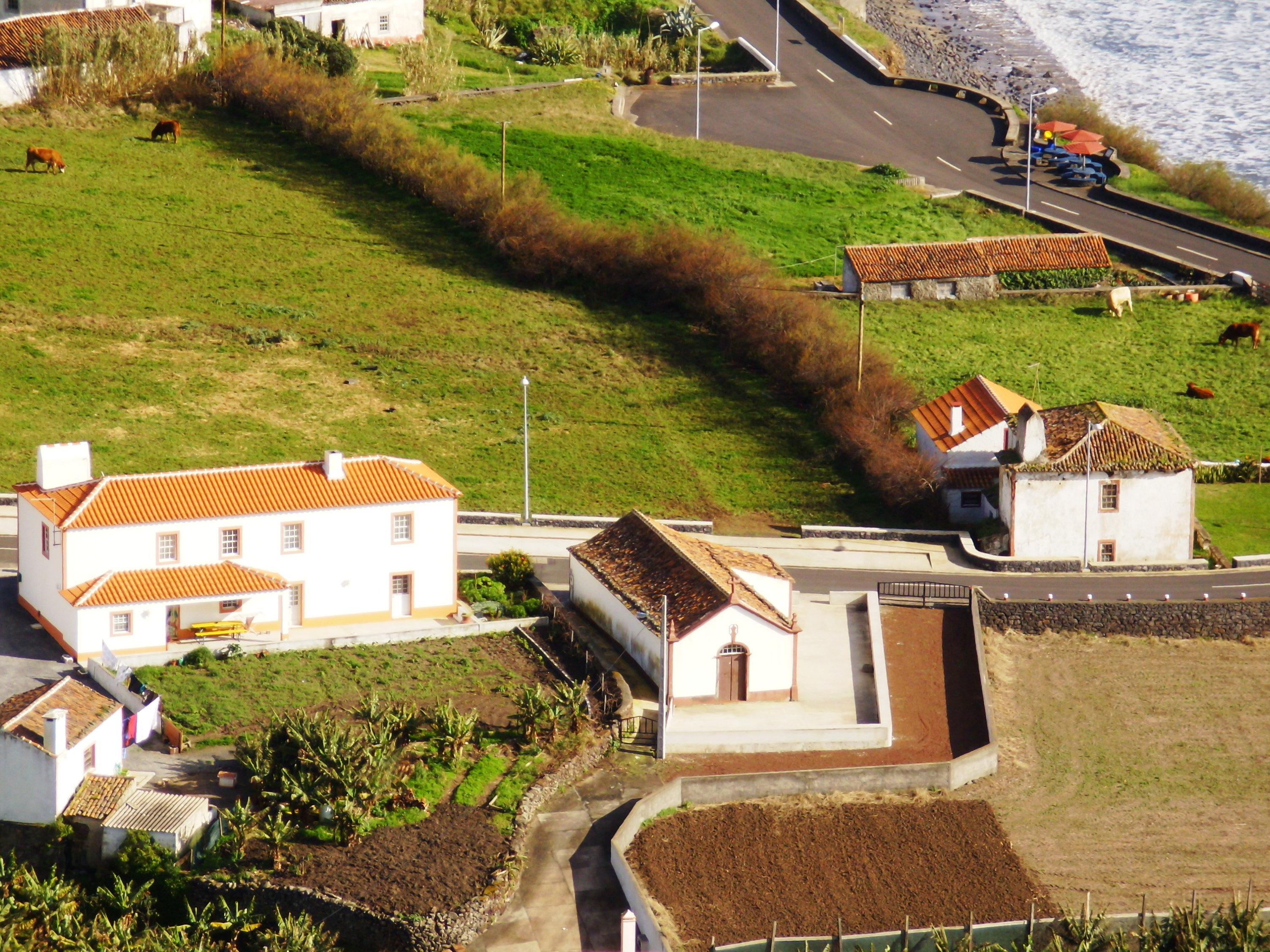
Ermida dos Remédios: vista panorâmica.

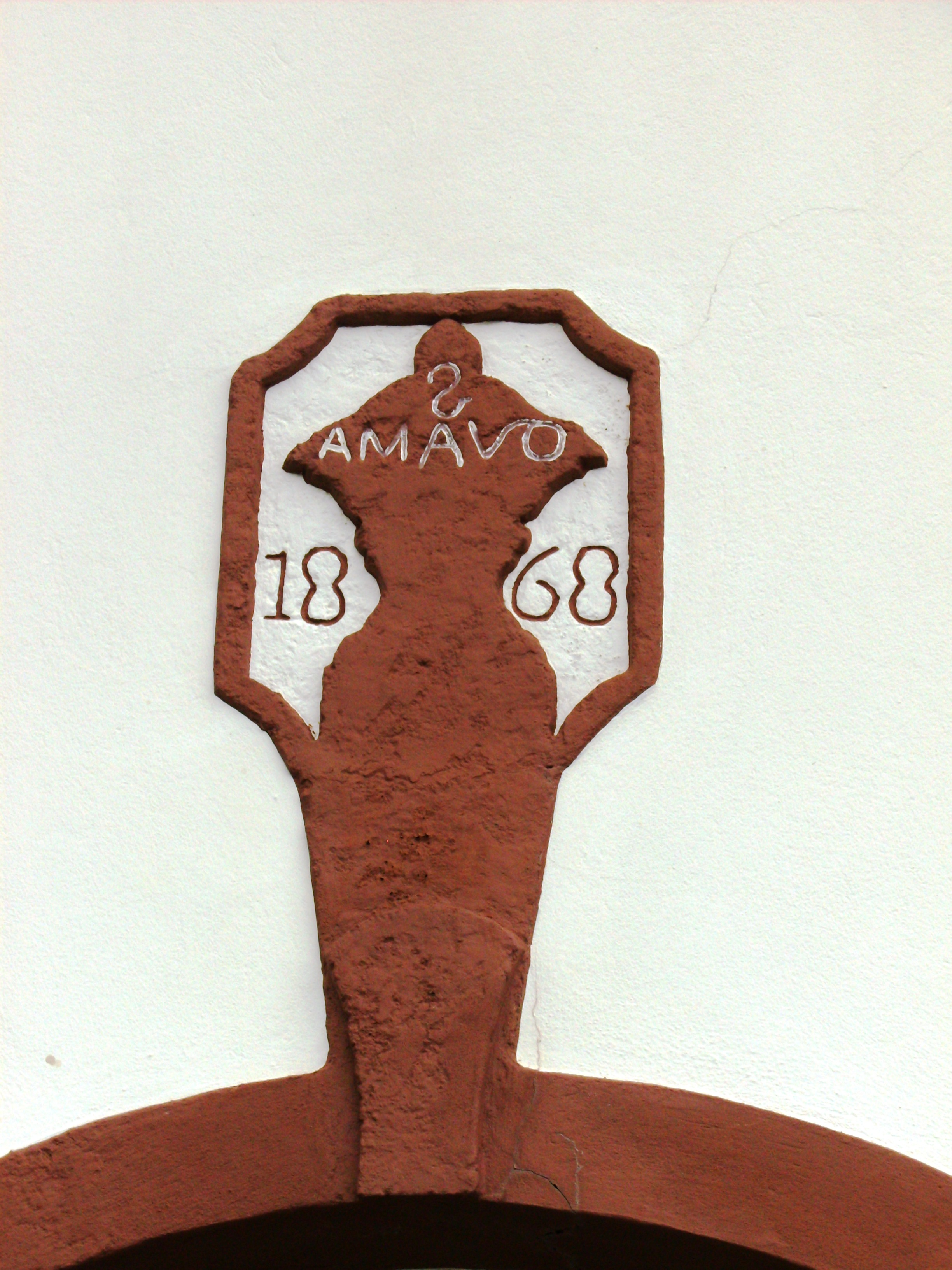
Ermida dos Remédios: Inscrição.

A Ermida de Nossa Senhora dos Remédios, também conhecida por Ermida de Santo Amaro, localiza-se na Praia Formosa, na freguesia da Almagreira, concelho da Vila do Porto, na ilha de Santa Maria, nos Açores.

## História
O padre Gaspar Frutuoso relaciona esta ermida em fins do século XVI, referindo:
"Nesta aldeia da Praia está uma ermida de Nossa Senhora dos Remédios onde muitos enfermos, que, indo ali em romaria alcançaram saúde. Nasce uma fonte onde se tem lavado muitos enfermos e cobram saúde, e, por isto e por estar ali perto da ermida, lhe chamam todos a Fonte de Nossa Senhora."
A 19 de janeiro de 1630 os veradores da Câmara Municipal de Vila do Porto acordaram em ir à Praia ver a terra dos Lázaros (doentes com lepra), para a entregarem à Confraria de Nossa Senhora dos Remédios, uma vez que, quem por testamento a legou, o fizera com a condição de "(...) que non avendo Lázaros o que des permite q. nunca aia os mordomos de Nossa Senhora dos Remédios possam gastar a renda."
Encontra-se referida por MONTE ALVERNE (1986) ao final do século XVII.
A ermida foi reedificada ou sofreu extensa intervenção de restauro no século XIX, trabalhos esses concluídos em 1868, conforme inscrição epigráfica sobre a porta.
A festa da padroeira é celebrada a 15 de janeiro, sendo marcada, após a missa, por um concorrido leilão onde são arrematados braços e pernas de massa sovada, doados pelos devotos em pagamento de promessas.

## Características
Inscrita num adro em "L" com murete,  a ermida apresenta planta rectangular, em alvenaria de pedra, com uma pequena sacristia adossada à fachada lateral direita.
A fachada apresenta uma porta em arco abatido sobre impostas, encimada por uma inscrição epigráfica que reza "S AMARO / 1868".
Os cunhais são encimados por pináculos e o topo da cumeeira por uma cruz em pedra.
No interior destaca-se um púlpito em madeira trabalhada. Nela se venera a imagem de Santo Amaro.
A cobertura é de duas águas, em telha de meia-cana, rematada por beiral duplo. O corpo da sacristia tem cobertura de uma água no prolongamento de uma das águas do corpo principal.